# Joaquim Mendes da Cruz Guimarães
Joaquim Mendes da Cruz Guimarães (Aracati, 12 de janeiro de 1799 — Fortaleza, 5 de setembro de 1872) foi um político brasileiro. Era maçom filiado a loja Fraternidade Cearense.
Foi prefeito de Fortaleza entre 30 de setembro de 1831 e 30 de julho de 1832. Presidiu a província do Ceará por cinco vezes, ocupando o cargo por ser vice-presidente, de 13 de março a 2 de abril de 1843, de 2 de agosto a 16 de novembro de 1850, de 9 de abril a 10 de maio de 1856, de 26 de março a 27 de julho de 1857, e de 15 de setembro a 7 de outubro de 1859.